# Barbie Girl
Barbie Girl ist ein Lied der dänisch-norwegischen Musikgruppe Aqua. Der Song ist die dritte Singleauskopplung ihres ersten Studioalbums Aquarium und wurde am 14. Mai 1997 veröffentlicht. Es ist das mit Abstand erfolgreichste Lied der Band, erreichte weltweit hohe Chartplatzierungen und brachte der Gruppe den internationalen Durchbruch.

## Inhalt
Barbie Girl ist eine Parodie auf die beiden Spielzeugpuppen Barbie und Ken sowie das glamouröse Leben in ihrer Scheinwelt. Sängerin Lene Nystrøm übernimmt dabei die Rolle der Barbie und bezeichnet sich als „Bimbo“, also eine attraktive, aber dumme Frau, die nur auf ihr Äußeres bedacht ist und den Männern gefallen will. Ken wird vom Sänger René Dif verkörpert, der Barbie für sich gewinnen will und sie zu einer Party einlädt. Das Leben in ihrer Welt sei einfach fantastisch und am Ende des Liedes sagt Barbie Ken, dass sie ihn liebe.

“I’m a Barbie girl, in the Barbie world

Life in plastic, it’s fantastic

You can brush my hair, undress me everywhere

Imagination, life is your creation”

## Produktion
Der Song wurde von den Bandmitgliedern Søren Rasted und Claus Norreen in Zusammenarbeit mit den Musikproduzenten Johnny Jam und Delgado produziert. Als Autoren fungierten alle vier Bandmitglieder: Søren Rasted, Claus Norreen, René Dif und Lene Nystrøm.

## Musikvideo
Bei dem zu Barbie Girl gedrehten Musikvideo führten die dänischen Regisseure Peder Pedersen und Peter Stenbæk Regie. Es verzeichnet auf YouTube über 1,4 Milliarden Aufrufe (Stand: März 2024).
Das Geschehen im Video orientiert sich stark am Text des Songs und zeigt Aqua-Sängerin Lene Nystrøm in der Rolle als Barbie und Sänger René Dif als Ken, die in einer Spielzeugwelt leben. Zu Beginn lädt er sie ein, mit ihm in seinem rosa Auto zu einer Party zu fahren. Anschließend ist sie in ihrem rosa Haus beim Baden und Lesen sowie vor dem Haus am Pool beim Rollschuhlaufen zu sehen. Abends kommen weitere Leute in den Garten, um zusammen zu feiern. Als sie um den Pool tanzen, reißt Ken versehentlich Barbies Arm ab, woraufhin sie verärgert reagiert. Doch nachdem er ihr den Arm wieder angesteckt hat, versöhnen sie sich und sie gibt ihm einen Kuss auf die Wange. Auch die beiden anderen Bandmitglieder Søren Rasted und Claus Norreen sind in Nebenrollen im Video zu sehen.

## Reaktionen
Aufgrund der sexuellen Anspielungen im Lied und dem dazugehörigen Video wurde die Band von dem US-amerikanischen Spielzeugkonzern Mattel, dem Hersteller der Barbie-Puppe, verklagt. Dies hatte aber keine Auswirkungen auf den Erfolg des Liedes oder der Gruppe und die Klage wurde im Jahr 2003 endgültig abgewiesen. Seit 2009 dient die Melodie des Songs als Hintergrundmusik in den Werbespots von Mattel.

## Single

### Covergestaltung
Das Singlecover zeigt von links nach rechts die vier Bandmitglieder René Dif, Søren Rasted, Claus Norreen und Lene Nystrøm, die den Betrachter überwiegend fröhlich ansehen. Im oberen Teil des Bildes befindet sich der blaue Schriftzug Aqua, während der Titel Barbie Girl in Rosa am unteren Bildrand steht. Der Hintergrund ist blau gehalten.

### Titelliste
Single
1. Barbie Girl (Radio Edit) – 3:16
2. Barbie Girl (Extended Version) – 5:14

Maxi
1. Barbie Girl (Radio Edit) – 3:16
2. Barbie Girl (Extended Version) – 5:14
3. Barbie Girl (Perky Park Club Mix) – 6:13
4. Barbie Girl (Spike’s Anatomically Correct Dub) – 7:55

### Chartplatzierungen
Barbie Girl stieg am 22. September 1997 auf Platz 68 in die deutschen Singlecharts ein und erreichte sieben Wochen später die Chartspitze, an der es sich sechs Wochen halten konnte. Insgesamt hielt sich der Song 27 Wochen lang in den Top 100, davon 14 Wochen in den Top 10. Ebenfalls Rang eins belegte die Single unter anderem im Vereinigten Königreich, in der Schweiz, Dänemark, Norwegen, Schweden, Frankreich, Belgien, Australien und Neuseeland. In den deutschen Single-Jahrescharts 1997 erreichte das Lied Position acht.
| ChartsChartplatzierungen       | Höchstplatzierung | Wochen |
| ------------------------------ | ----------------- | ------ |
| Dänemark (IFPI/Nielsen)        | 1 (… Wo.)         | …      |
| Deutschland (GfK)              | 1 (27 Wo.)        | 27     |
| Norwegen (IFPI)                | 1 (16 Wo.)        | 16     |
| Österreich (Ö3)                | 2 (21 Wo.)        | 21     |
| Schweden (GLF)                 | 1 (22 Wo.)        | 22     |
| Schweiz (IFPI)                 | 1 (27 Wo.)        | 27     |
| Vereinigte Staaten (Billboard) | 7 (16 Wo.)        | 16     |
| Vereinigtes Königreich (OCC)   | 1 (27 Wo.)        | 27     |

| ChartsJahrescharts (1997)      | Platzierung |
| ------------------------------ | ----------- |
| Deutschland (GfK)              | 8           |
| Österreich (Ö3)                | 11          |
| Schweden (GLF)                 | 5           |
| Schweiz (IFPI)                 | 34          |
| Vereinigte Staaten (Billboard) | 94          |
| Vereinigtes Königreich (OCC)   | 3           |

| ChartsJahrescharts (1998)    | Platzierung |
| ---------------------------- | ----------- |
| Deutschland (GfK)            | 45          |
| Schweiz (IFPI)               | 19          |
| Vereinigtes Königreich (OCC) | 94          |

### Auszeichnungen für Musikverkäufe
Barbie Girl wurde noch im Erscheinungsjahr für mehr als 500.000 Verkäufe in Deutschland mit einer Platin-Schallplatte ausgezeichnet. Im Vereinigten Königreich erhielt die Single 2023 vierfach-Platin für über 2,4 Millionen verkaufte Einheiten. Weltweit wurde der Song für insgesamt mehr als 7,6 Millionen verkaufte Einheiten zertifiziert.
| Land/Region                  | Auszeichnungen für Musikverkäufe (Land/Region, Auszeichnung, Verkäufe) | Verkäufe  |
| ---------------------------- | ---------------------------------------------------------------------- | --------- |
| Australien (ARIA)            | 3× Platin                                                              | 210.000   |
| Belgien (BRMA)               | 4× Platin                                                              | 200.000   |
| Dänemark (IFPI)              | Platin                                                                 | 90.000    |
| Deutschland (BVMI)           | Platin                                                                 | 500.000   |
| Frankreich (SNEP)            | Diamant                                                                | 750.000   |
| Italien (FIMI)               | Platin                                                                 | 100.000   |
| Neuseeland (RMNZ)            | Platin                                                                 | 15.000    |
| Niederlande (NVPI)           | Platin                                                                 | 75.000    |
| Norwegen (IFPI)              | 2× Platin                                                              | 40.000    |
| Österreich (IFPI)            | Platin                                                                 | 50.000    |
| Schweden (IFPI)              | 3× Platin                                                              | 90.000    |
| Schweiz (IFPI)               | Platin                                                                 | 50.000    |
| Spanien (Promusicae)         | Platin                                                                 | 60.000    |
| Vereinigte Staaten (RIAA)    | 3× Platin                                                              | 3.000.000 |
| Vereinigtes Königreich (BPI) | 4× Platin                                                              | 2.400.000 |
| Insgesamt                    | 27× Platin · 1× Diamant ·                                              | 7.630.000 |

Hauptartikel: Aqua (Band)/Auszeichnungen für Musikverkäufe